# Uraarachne vittata
Uraarachne vittata là một loài nhện trong họ Thomisidae.
Loài này thuộc chi Uraarachne. Uraarachne vittata được Lodovico di Caporiacco miêu tả năm 1954.